# ماي (بوكيمون)
تعد ماي شخصية من تصميم ساتوشي تاجيري من مدينه بيتلبورغ اسمها في النسخة اليابانية هاروكا ハルカ وهي شريكة آش وبروك في السفر
أول ظهور لها في انمي بوكيمون في سلسلة ياقوت احمر و ياقوت ازرق وظهرت أيضا كشخصية رئيسية في لعبة بوكيمون روبي وسابفاير
شخصيه مرحه ولطيفه، لاعبة بوكيمون مبتدئه وتقع في الأخطاء دائما ولكن نصائح آش وأخوها الصغير ماكس تفيدها كثيرًا، بوكيمونها الأول هو تورشك حيث حصلت عليه من الاستاذ بيرتش، والدها قائد أول قاعه رياضيه للبوكيمون في دوري الهوين. هي منسقة بوكيمون شابة وتهوى السفر حاليا من خلال مناطق مختلفة للتنافس في مسابقات بوكيمون. بدأت رحلتها السفر في جميع أنحاء منطقة هوين بمصاحبة آش وبروك، جنبا إلى جنب مع شقيقها الصغير ماكس. في الطريق إلى المهرجان الكبير، التقت كل من هارلي ودرو. عندما غادر (اش) و (بروك) إلى (سيننوه)، سافرت إلى مدينة (جوهان) لوحدها بدون (ماكس) وقالت انها تظهر في عدد قليل من الحلقات من سلسلة الماس واللؤلؤ حيث سافرت إلى منطقة سيننوه للتنافس في كاس والاس. وقالت انها ستسعي لتحقيق حلمها ! بان تصبح بوكيمون ماستر. 
ماي في البداية كانت لا تحب البوكيمونات لكن عندما قابلت آش وبروك غيرت رأيها حول البوكيمونات لكنها تخاف بشدة من البوكيمونات من النوع الحشري رغم جمالها الا ان هي فتاة لطيفة وودودة للغاية

## شكلها
قد تكون ماي فتاة نحيفة متوسطة الطول. شعرها بني طويل علي راسها ايشارب باللون الأحمر وعليه كرة بوكيمون بيضاء وعينيها زرقاء ورموشها طويلة. شعرها البني الطويل مطابق تقريبا لشعر والدها، نورمان. ترتدي قميص أحمر اللون عليه نصف دائرة زرقاء اعلي منطقة الصدر وفي وسطها حزام اصفر وترتدي قفازات بيضاء ذات أطراف سوداء أو لون غامق وترتدي تنورة قصيرة بيضاء علي سراويل زرقاء داكنة وترتدي ايضاً جوارب سوداء تصل حتي كاحلها جنبا إلى جنب مع زوج من الاحذية الحمراء به خطوط السوداء والصفراء.

## علاقتها بشخصيات الانمي
- اش ماي تري اش انه مجرد اخ وصديق حيث عانت من الاكتئاب وساعدها في تخطي الاكتئاب اصيبت بالإحباط عندما رائت والدها يخسر امام اش يُنظر إليهم على أنهم يتشاحنون كثيرًا ولكن تم اثبات مرات عديدة أنهم أفضل أصدقاء.
- بروك ماي تري انه شخص مزعج بسبب انه يقع في حب أي فتاة يقابلها لكنها تكن له الكثير من الاحترام ولاتنكر انه طباخ رائع.
- ماكس مثل أي اخ واخت ماكس وماي يتشاجران لكن ماي تهتم لأخيها ولا تحب ان يصاب بمكروه
- داون على الرغم من انهما لم تتقابلان لفترة طويلة الا ان ماي اعجبت بطريقة داون في تنسيق البوكيمونات وقد تقاتلاتا في كأس والاس ويبدو انهما اصبحتا صديقتين
- درو ماي تري درو في البداية شخص قليل الأدب وغير مهذب ولا يهتم لها لكنها غيرت نظرتها نحوه بعد ذلك وأرادت أن يكون صديقها المفضل (حبيبها) حيث انه سمع ذلك من طرف ثالث

## مواقع
ماي علي موقع بولديبديا